# Vostochni Sosyk
Vostochni Sosyk (del ruso: Восточный Сосык) es un jútor del raión de Starominskaya del krai de Krasnodar, en Rusia. Está situado en la orilla izquierda del río Sosyka, afluente del río Yeya, 17 km al sureste de Staromínskaya y 155 km al norte de Krasnodar, la capital del krai. Tenía 1 163 habitantes en 2010.
Es cabeza del municipio Kúibyshevskoye, al que pertenecen también Západni Sosyk, Vesioli, Mirni, Náberezhni, Storozhi Pervye y Storozhi Vtorye.